# Joseph B. Soloveitchik
Pour les articles homonymes, voir Soloveitchik.
Joseph Ber (Yosef Dov, Yoshe Ber) Soloveitchik, né le 27 février 1903 à Proujany, Biélorussie et mort le 9 avril 1993 à Boston, est un illustre rabbin orthodoxe américain, talmudiste et philosophe.

## Éléments biographiques
Joseph Ber (Yosef Dov, Yoshe Ber) Soloveitchik est né le 27 février 1903 à Proujany, en Biélorussie,. Il est le fils aîné du rabbin Moshe Soloveichik  né en 1879 à Valojyn en Biélorussie et mort le 31 janvier 1941 à Manhattan, New York.
Il est un descendant de la famille Soloveitchik, une dynastie de rabbins originaires de Lituanie.
Il était le rosh yeshiva, le directeur des études religieuses, au sein de l'université Yeshiva à New York. Dans ce rôle, il milita pour une synthèse personnelle entre science, démocratie et judaïsme orthodoxe.
Au cours de sa carrière prolifique au sein de cet établissement, il participe à la formation et à l'ordination de 2 000 rabbins.
Joseph B. Soloveitchik est considéré comme une personnalité importante du mouvement appelé le judaïsme orthodoxe moderne, à savoir la fraction des juifs orthodoxes qui aspirent à une insertion aussi complète que possible dans la société, tout en restant dans le cadre de la halakha telle qu’elle est définie par ce courant.  Ainsi, il inspira plusieurs dizaines de milliers de juifs de ce courant en tant que philosophe et figure religieuse par les nombreux livres qu'il publia (plus de 70) et ses célèbres cours,.
En 1937, il crée l'École maïmonide (Maimonides School) à Brookline (Boston).

## Philosophie

### Torah et sciences
Un point central de sa philosophie est la recherche d'une synthèse entre monde juif traditionnel et monde occidental. À la différence du rabbin Samson Raphael Hirsch, qui tenta de rapprocher monde juif et culture allemande, Soloveitchik se focalisa plutôt sur la sagesse occidentale, incarnée par les études universitaires.
Dans cette optique, il instaure le diplôme universitaire comme condition immuable pour l’obtention d’une semikha (ordination) à l'université Yeshiva. Shlomo Riskin, aujourd’hui grand-rabbin d’Efrat (Israël), raconte dans son autobiographie qu’après avoir terminé ses études rabbiniques, Soloveitchik lui confia explicitement qu’à ses yeux il ne serait considéré comme rabbin qu’une fois ses études universitaires terminées.

### Sionisme
Jusqu’à la Seconde Guerre mondiale, Soloveitchik faisait partie de « l’assemblée des grands de la Torah », le conseil rabbinique qui dirigeait le mouvement américain de l’Agoudat Israel (organisation orthodoxe, traditionnellement anti-sioniste).
Profondément traumatisé par la Shoah, Soloveitchik abandonne l'Agoudat Israel au profit du Mizrahi (mouvement religieux-sioniste). Il en deviendra le président d’honneur jusqu’à sa mort.

## Ouvrages
- Le Croyant solitaire[11],[12]
- L'Homme de la Halakha